# Eritreisch-sudanesische Beziehungen
Die eritreisch-sudanesischen Beziehungen waren historisch angespannt, haben sich aber in den letzten Jahren normalisiert.
Nachdem Eritrea Ende 1993 von Äthiopien unabhängig wurde, beschuldigte es kurz darauf den Sudan, die Aktivitäten des eritreischen Islamischen Dschihad zu unterstützen, der Anschläge gegen die Regierung von Eritrea durchführte. Ende 1994 beendete Eritrea seine Beziehungen zum Sudan und wurde stattdessen ein starker Unterstützer der Sudanesischen Volksbefreiungsbewegung/Sudanischen Volksbefreiungsarmee (SPLA). Zudem erlaubte Eritrea der oppositionellen Nationalen Demokratischen Allianz, ihr Hauptquartier in der ehemaligen sudanesischen Botschaft in Asmara zu errichten. Auf Druck der Vereinigten Staaten schlossen sich Äthiopien und Eritrea Uganda an und verfolgten gemeinsam die sogenannte Frontlinienstaat-Strategie. Diese Strategie hatte zum Ziel, militärischen Druck auf die sudanesische Regierung auszuüben.
Im Mai 1998 überraschte Eritrea die politische Situation in der Region dramatisch, indem es in das von Äthiopien verwaltete Grenzdorf Badme einmarschierte. Dies führte dazu, dass Äthiopien die Beziehungen zum Sudan bis Ende 1998 normalisierte und Eritrea im Jahr 2000 wieder Beziehungen zum Sudan aufnahm, gemäß dem Grundsatz „Der Feind meines Feindes ist mein Freund“. Obwohl der Sudan und Eritrea weiterhin diplomatische Beziehungen pflegten, war die Verbesserung der Beziehungen von kurzer Dauer. Im Jahr 2002 schloss der Sudan seine Grenze zu Eritrea und im Februar 2003 erhob der sudanesische Außenminister Anklage, dass Eritrea Truppen entlang der Grenze zum Sudan aufgestellt habe. Die sudanesische Regierung beschuldigte Eritrea auch, Rebellen in Darfur zu unterstützen. Die nicht abgegrenzte Grenze zum Sudan stellte auch ein Problem für die eritreischen Außenbeziehungen dar.
Am 10. Dezember 2005 wurden die diplomatischen Beziehungen zwischen Eritrea und dem Sudan wieder aufgenommen. Im Jahr 2006 trafen sich die Präsidenten beider Länder in Khartum zum ersten Mal seit fünf Jahren. Eritrea spielte eine wichtige Rolle bei der Vermittlung eines Friedensabkommens zwischen der sudanesischen Regierung und der Ostfront des Sudan. Dadurch verbesserten sich die Beziehungen zwischen beiden Ländern, obwohl der Sudan weiterhin besorgt über die Aktivitäten Eritreas in Darfur war.
In den folgenden Jahren trafen sich die Staats- und Regierungschefs beider Länder erneut in Khartum. 2007 traf sich Präsident Isayas Afewerki auch mit Salva Kiir Mayardit in Juba. Isayas beschrieb die Beziehungen zum Sudan als stabil und vielversprechend. Eritrea scheint seine Kontakte zu den Rebellengruppen in Darfur eingestellt zu haben und unterstützte stattdessen die National People’s Congress-Partei im Sudan. Es eröffnete auch ein Generalkonsulat in der südsudanesischen Hauptstadt Juba und sprach im Mai 2010 seine Unterstützung für das Prinzip der Selbstbestimmung aus.
Im selben Monat äußerte sich Yemane Ghebremeskel, ein enger Berater von Isayas, optimistisch darüber, dass das Referendum im Januar 2011 zur Einheit des Sudans führen würde.
In Asmara fanden Gespräche zwischen dem eritreischen Präsidenten Isayas Afewerki und seinem sudanesischen Amtskollegen Umar al-Baschir statt, bei denen verschiedene bilaterale Themen von beiderseitigem Interesse für die beiden ostafrikanischen Länder erörtert wurden. Ziel der Gespräche war es, die Zusammenarbeit und die bilateralen Beziehungen zu stärken, insbesondere durch die Öffnung ihrer gemeinsamen Grenze. Eritrea und der Sudan haben vereinbart, die Visumpflicht für die Einreise abzuschaffen und die gemeinsame Grenze für die Freizügigkeit beider Staatsangehöriger zu öffnen. Im Jahr 2011 wurde die 26 Kilometer lange, neue Straße von Kassala zur Grenze zwischen den beiden Ländern eröffnet.